# جیمز هیون
جیمز هیون (انگلیسی: James Haven؛ زادهٔ ۱۱ مهٔ ۱۹۷۳) هنرپیشه اهل ایالات متحده آمریکا است. وی از سال ۱۹۹۸ میلادی تاکنون مشغول فعالیت بوده‌است.
از فیلم‌هایی که وی در آن نقش داشته‌است می‌توان به زنده بمان، گناه اصلی اشاره کرد.
او فرزند مارچلین برتراند و جان ویت و برادر بزرگتر آنجلینا جولی است.